# Kenneth Maronie
Kenneth Maronie (Massacre, 4 marzo 1980) è un ex nuotatore dominicense, che ha rappresentato il suo paese ai Giochi Olimpici di Sydney 2000.
Ai giochi australiani fece segnare il 67º tempo in batteria nei 50 m stile libero.
Prese parte anche ai successivi Campionati mondiali di nuoto di Fukuoka, prendendo parte ai 50 m stile libero (71° in batteria) e ai 50 m farfalla (75° in batteria).